# Lars Ericson (biolog)
Lars Ericson, född 1945, är en svensk botaniker. Han disputerade 1977 vid Umeå universitet där han senare blivit professor i ekologisk botanik. Han blev 1991 ledamot av Vetenskapsakademien.

### Tryckt litteratur
- Kungl. vetenskapsakademien, Matrikel 1998/1999, ISSN 0302-6558, sid. 54.

### Fotnoter
1. ↑  Ericson, Lars (1977) (på engelska). The influence of voles and lemmings on the vegetation in a coniferous forest during a 4-year period in northern Sweden. Wahlenbergia, 0347-1160 ; 4. Umeå. Libris 7748857. ISBN 91-85410-02-0